# Henriette-Suzanne Brès
 (mai 2023).
Si vous disposez d'ouvrages ou d'articles de référence ou si vous connaissez des sites web de qualité traitant du thème abordé ici, merci de compléter l'article en donnant les références utiles à sa vérifiabilité et en les liant à la section « Notes et références ».
Pour les articles homonymes, voir Brès.
Henriette-Suzanne Brès, née à Loriol (Drôme) le 28 janvier 1855 et morte à Paris le 14 juin 1919, est une pédagogue française, auteur d'ouvrages de pédagogie et de nombreux ouvrages pour les enfants.
Directrice d'école maternelle, elle est inspectrice générale des écoles maternelles de 1894 à 1917. Elle a notamment travaillé avec Pauline Kergomard et Adèle de Portugall, appartenant comme elles à l'école froebelienne française, et a écrit entre autres pour la librairie Hachette une série d’ouvrages de découverte de la lecture, de l’arithmétique, de l’histoire, de la géographie, etc.
Ses ouvrages ont été publiés, en général, sous le nom de Mademoiselle Brès, Mademoiselle S. Brès ou Mademoiselle H. S. Brès.

## Publications
- Chants et jeux avec accompagnement de piano à l'usage de la famille, des jardins d'enfants, des écoles maternelles et des écoles primaires, Paris : Ch. Delagrave, 1882 (avec Adèle de Portugall)
- Chansons d'enfants, recueil à l'usage des écoles maternelles et enfantines, Delagrave, 1887 (avec Laure Collin)
- Jeux et occupations pour les petits. Guide des mères et des institutrices, Nathan, 1894 Texte en ligne
- Mon Histoire de France, Hachette, 1894
- Mon Histoire naturelle, Hachette, 1894
- Le Père la Vanille. Le Parapluie de Suzette. Roby, Hachette, 1894
- Mon Histoire sainte, Hachette, 1895
- Une pensée par jour. 365 maximes et pensées morales, Hachette, 1896 Texte en ligne
- Musette et Quenouillette, Hachette, 1896
- Le Panier d'œufs d'Yvonne, Hachette, 1899
- Pouf, Hachette, 1900
- Lustucru, la mère Michel et son chat à l'Exposition, illustrations de Job, Hachette, 1901
- Vers et prose pour les petits, poésies originales et morceaux choisis et commentés, Nathan, 1902
- Mon Premier Alphabet, lecture et écriture, Hachette, 1903 Texte en ligne
- 27 Chants pour les enfants, accompagnés de récits, Hachette, 1903
- 66 Chants pour les enfants, Hachette, 1903
- Mon Premier Tour du monde, Hachette, 1904
- J'apprends l'orthographe, Hachette, 1905 Texte en ligne
- Pour faire chanter nos petits : chants avec jeux, évolutions et travaux manuels, Paris : F. Nathan, vers 1910 (avec Ludovic Blareau)
- Construction et aménagement des écoles maternelles, Delagrave, 1911
- Silhouettes pour frises et travaux enfantins, Lausanne : Payot, 1914
- Les Œufs d'or de la guerre, Larousse, 1915
- Mon arithmétique. J'apprends à compter. Un ! Deux ! Trois ! Hachette, 1917
- Mes beaux contes mythologiques, Hachette, 1921
- L'Enfant de deux à six ans. Notes de pédagogie pratique, avec Pauline Kergomard, Nathan, 1928
- Alphabet des petites filles, Hachette, 1930
- Alphabet des petits garçons, Hachette, 1930